# Concierto para piano n.º 15 (Mozart)

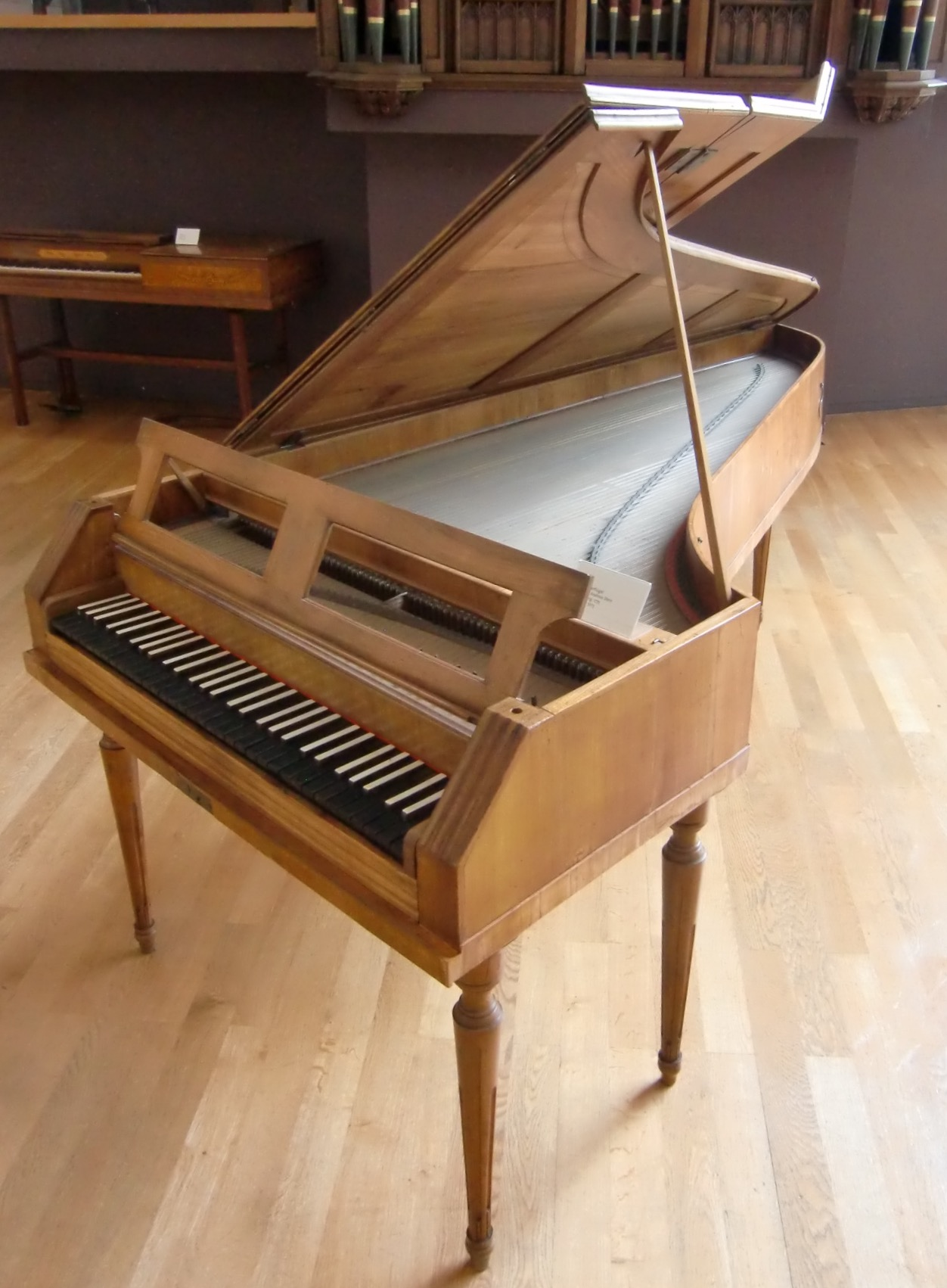
Fortepiano de Stein de 1775.

El Concierto para piano n.º 15 en si bemol mayor, K. 450, es una obra concertante para piano, y orquesta de Wolfgang Amadeus Mozart. 

## Historia
Mozart compuso el concierto para ser interpretado en una serie de actuaciones en Viena en el Trattnerhof y el Burgtheater en el primer cuarto del año 1784, donde él mismo fue el solista en marzo de 1784.
En una carta a su padre, Mozart compara este concierto con el n.º 16 en re mayor:
"Considero que ambos son conciertos que hacen a uno sudar [porque son muy difíciles]; pero el concierto en si bemol mayor supera incluso al de re mayor en dificultad."
En efecto, muchos pianistas consideran que se trata del más difícil de los conciertos para piano de Mozart. La dificultad del concierto estriba ante todo en su diseño en escalas muy rápidas que deben ser tocadas perfectamente y también en sus acordes muy densos que se mueven arriba y abajo. Empezando por este concierto, Mozart empezó a usar el término "grand" para describir sus conciertos como el KV 450 que presentan una prominente y necesaria sección de viento en el conjunto.

## Estructura
La obra está escrita para piano solo, flauta, dos oboes, dos fagotes, dos trompas, y cuerdas. 
Consta de tres movimientos:
1. Allegro.
2. Andante, en mi bemol mayor.
3. Allegro.

Diana McVeigh ha comentado acerca de la división de los temas en el primer movimiento del concierto, en el contexto de las relaciones entre el solista y la orquesta.  El finale sigue la forma ABACABA.
Simon Keefe ha observado comentarios contemporáneos al período de Mozart acerca de la escritura del viento-madera en este concierto, que muestra nuevamente en carácter "nuevamente intricado y sofisticado" comparado con los anteriores conciertos para piano de Mozart. Keefe ha analizado asimismo el carácter del diálogo entre el solista y la orquesta en el primer movimiento del concierto. Elaine Sisman ha postulado que Mozart modeló el movimiento lento como un movimiento de estructuras en variaciones sobre un tema inspirado en la Sinfonía n.º 75 de Joseph Haydn.